# Pochvennichestvo
Pochvennichestvo (/ˈpɒtʃvɛnɪtʃɛstvoʊ/; russo:  почвенничество; IPA: [ˈpot͡ɕvʲɪnnʲɪt͡ɕɪstvə], "retorno ao solo nativo") foi um movimento russo do século XIX que se vinculava estreitamente com sua ideologia contemporânea, a eslavofilia.

## História
Os eslavófilos e o Pochvennichestvo apoiaram a completa emancipação da servidão, enfatizaram um forte desejo de retornar ao passado idealizado da história russa e se opuseram à europeização. Eles também escolheram uma rejeição completa dos movimentos niilistas, liberais clássicos e marxistas da época. Seu foco principal era mudar a sociedade russa pela humilhação do eu e pela reforma social através da Igreja Ortodoxa Russa, ao invés das implementações radicais da intelligentsia.
As principais diferenças entre os eslavófilos e os Pochvennichestvo eram que os primeiros detestavam as políticas de ocidentalização de Pedro, o Grande, mas os últimos elogiavam o que era visto como os benefícios do notório governante que mantinha uma forte mentalidade patriótica para a ortodoxia, autocracia e nacionalidade. Outra grande diferença foi que muitos dos líderes e apoiadores do Pochvennichestvo adotaram uma postura militante antiprotestante, anticatólica e antissemita.
O movimento teve suas raízes nas obras do filósofo alemão Johann Gottfried Herder, que se concentrou principalmente em enfatizar as diferenças entre as pessoas e as culturas regionais. Além disso, rejeitou o universalismo do período do Iluminismo. Os intelectuais russos que fundaram o movimento foram Nikolay Strakhov, Nikolay Danilevsky e Konstantin Leontyev.
Fiódor Dostoiévski também tinha essas opiniões, como expressou em seu romance Besy. A ideologia foi posteriormente adotada pelos czares Alexandre III e Nicolau II.